# Dominik Zdort
Dominik Zdort, właśc. Marcin Dominik Zdort (ur. 1968 w Łodzi) – polski dziennikarz prasowy i telewizyjny.

## Życiorys
Jego ojcem był operator filmowy Wiesław Zdort, matką – reżyserka i scenarzystka Barbara Sass-Zdort. 
Jest absolwentem polonistyki na Uniwersytecie Warszawskim (1992).
Od końca lat 80. XX wieku działacz podziemnego, a następnie legalnego Niezależnego Zrzeszenia Studentów. Był wiceprzewodniczącym komisji uczelnianej NZS UW oraz współpracownikiem wydawanych przez NZS pism: „CIA” (w latach 1987–1989) oraz bezdebitowego „FBI Fakty. Biuletyn Informacyjny”, którego był twórcą i szefem.
Pracę dziennikarza rozpoczął w 1990 w „Życiu Warszawy” jako reporter działu miejskiego, a potem politycznego, a następnie sekretarz tego działu. Opublikowany w tej gazecie jego tekst z 14 sierpnia 1992 "Przed chłopską rewolucją" znalazł się w przygotowanej przez Pawła Śpiewaka i wydanej przez PWN antologii publicystyki "Spór o Polskę 1989-99. Wybór tekstów prasowych" (https://www.poczytaj.pl/ksiazka/spor-o-polske-1989-99-wybor-tekstow-prasowych-pawel-spiewak,42)
W latach 1993–2003, był dziennikarzem „Rzeczpospolitej”, gdzie był reporterem politycznym i publicystą. W tym czasie publikował również we „Frondzie” oraz w wydawanym przez spółkę „Srebrna” tygodniku „Nowe Państwo” redagowanym wtedy przez Adama Lipińskiego.
W 1994 krótko pracował w TVP, gdzie był redaktorem odpowiedzialnym za publicystykę polityczną w „Jedynce”, zastępcą Piotra Zaremby, a następnie Cezarego Jęksy. 
W 2003 został redaktorem działu krajowego i komentatorem tygodnika „Newsweek Polska”. 
Od 2006 ponownie zaczął pracować w „Rzeczpospolitej”, gdzie został szefem działu „Opinie”, autorem komentarzy i tekstów publicystycznych, a od grudnia 2011 do stycznia 2016 także szefem dodatku weekendowego „Plus Minus”. Odszedł ze stanowiska wraz z całą ekipą redaktorów i współpracowników „Plusa Minusa”, protestując przeciw zakazowi publikowania w „Rzeczpospolitej” rysunków Andrzeja Krauzego i oczekiwaniom zmiany linii redakcyjnej dodatku.
16 lutego 2017 został redaktorem naczelnym portalu internetowego tvp.info. Z tego stanowiska został zwolniony przez prezesa TVP Jacka Kurskiego z dniem 1 lipca 2017 i zastąpiony przez Samuela Pereirę. Od 24 listopada 2017 był szefem portalu tygodnik.tvp.pl, zajmującego się kulturą i historią, rozwiązanego w grudniu 2023.
Od marca do czerwca 2024 jako Senior Research Fellow był redaktorem i autorem w publicystycznym projekcie Ordo Iuris Cywilizacja utworzonym przez fundację Ordo Iuris.
W 2017 był współautorem audycji radiowych „Innymi słowy” (z Barbarą Schabowską w Programie 2 Polskiego Radia) i „Dwaj Panowie Z.” (z Markiem Zającem w Polskim Radiu 24).
W latach 2003-2023 był autorem cyklu krótkich komentarzy publikowanych pod wspólnym tytułem „Prawda nigdy nie leży po środku” początkowo w  „Plus Minus” (dodatku „Rzeczpospolitej”), później w tygodniku „Sieci” i na portalu wPolityce.pl.

## Odznaczenia i wyróżnienia
Za działalność w NZS odznaczony 18 marca 2010 przez prezydenta Lecha Kaczyńskiego Krzyżem Kawalerskim Orderu Odrodzenia Polski.
W grudniu 2024 otrzymał za całokształt działalności dziennikarskiej Nagrodę im. Jacka Maziarskiego.